# Gelis urbanus
Gelis urbanus là một loài tò vò trong họ Ichneumonidae.